# 福尔科拉
福尔科拉（義大利語：Forcola），是意大利松德里奥省的一个市镇。总面积15平方公里，人口842人，人口密度56.1人/平方公里（2009年）。国家统计（ISTAT）代码为014029。